# كنيسة القديسين نيقوديموس ويوسف الرامي (الرملة)
كنيسة القديسين نيقوديموس ويوسف الرامي هي كنيسة رومانية كاثوليكية تقع في مدينة الرملة، عاصمة المنطقة المركزية في إسرائيل.
بُنيت الكنيسة الحالية في القرن التاسع عشر على موقع تزعم فيه التقاليد المسيحية أنها الرامة التوراتية، مسقط رأس يوسف الرامي، وهو شخصية كانت بحسب رواية الإنجيل، صاحب القبر الذي أودع فيه جسد يسوع بعد الصلب.
تدار الكنيسة من قبل رهبان الفرنسيسكان، وتحتوي الكنيسة على برج جرس مربع ولوحة على مذبح منسوب إلى الرسام تيتيان وتم التبرع بها من قبل مدينة مدريد في عام 1846.